# Combine, Texas
Combine là một thành phố thuộc quận Kaufman, tiểu bang Texas, Hoa Kỳ. Năm 2010, dân số của xã này là 1942 người.

## Dân số
- Dân số năm 2000: 1788 người.
- Dân số năm 2010: 1942 người.